# Хуан Цюнь
Хуа́н Цюнь (кит. упр. 黃群, пиньинь Huáng Qún, р.18 марта 1969) — китайская гимнастка, призёр Олимпийских игр, по национальности чжуанка.
Хуан Цюнь родилась в 1969 году в Лючжоу, Гуанси-Чжуанский автономный район. В 1980 году заняла 3 место в упражнениях на бревне на всекитайских соревнованиях по гимнастике, на чемпионате следующего года стала уже обладательницей трёх золотых медалей. В 1984 году на Олимпийских играх в Лос-Анджелесе завоевала бронзовую медаль в составе команды. В 1986 году Хуан Цюнь завоевала 2 золотых и 2 серебряных медали Азиатских игр.